# はっぴぃプリンセス
『はっぴぃプリンセス』(Happy Princess)は、2007年9月28日にTeriosより発売された恋愛アドベンチャーゲームである。2008年7月25日には『はっぴぃプリンセス Vista対応版』と、ファンディスク『はっぴぃプリンセス アナザーフェアリーテール』（以下、『Another Fairytale』と表記）が同時発売された。本編とファンディスクの2作品について、合わせて記す。

## あらすじ
『はっぴぃプリンセス』
葉山智之は季咲（きがさき）市の自宅で一人暮らし。隣家の幼なじみの双子・夕菜や姫乃と共に、平穏な生活を送っていた。しかし、メイド・ののを拾ったことをきっかけに、異世界「スタジォーネ」の主導権を賭けた「フィダンツァ（選定の儀）」に巻き込まれてしまう。智之が４カ国の姫君達の誰か一人を結婚相手に選ぶと、その姫君の国が「ラ・プリマ（第一の国）」としてスタジォーネの国家連合の主導権を握るというのだ。一転してにぎやかになった姫君達との生活の中で、智之はいったい誰を選ぶのか。
『Another Fairytale』
追加ヒロイン・ニキータのストーリー、智之がフィダンツァで結婚相手を選んだ後のアフターストーリー、サブキャラクターを中心としたサイドストーリーなどが展開される。

## 登場人物

### 主人公
葉山 智之（はやま ともゆき）
季咲学園の2年B組在籍。母親は智之が小さい頃に亡くなり、父親は海外へ単身赴任して滅多に帰らないため、季咲市の自宅でほぼ一人暮らしの状態。父親が生活能力０だったため、母親の死後から自分で家事をするようになった。得意料理はオムライスとカレー。生活も規則正しく、朝は目覚まし時計が鳴る前に起き、自分の用意が済んだ後に隣の水澤家へ行って夕菜を起こすのが習慣。
平穏な生活を愛していたが、突然フィダンツァに巻き込まれ、異世界の姫君達の中から結婚相手を選ばなければならない立場になる。“国のための結婚”というフィダンツァそのものに反感を持ち、当初は誰も選ばないつもりだったが、姫君達と過ごす中でその気持ちはだんだん変化していく。

### ヒロイン
水澤 夕菜（みずさわ ゆうな）
声 - 星川未流来
葉山家の隣家・水澤家の双子の姉。学園2年C組。智之とは幼なじみで、妹の姫乃と３人でずっと一緒に過ごしてきた。のんびり屋でドジな性格で、朝は智之に起こしてもらい、慌てて朝御飯を食べて出かける毎日。姫乃に対しては姉ぶっているが、いつも面倒を見られているため周囲はそう思っていない。ホラー映画や占いが好きで、逆に恋愛映画では寝てしまう。小さい頃から智之が好きだったが、引っ込み思案なのでずっと言えずにいる。
水澤 姫乃（みずさわ ひめの）
声 - 鈴木ナン
水澤家の双子の妹。学園2年B組で智之と同級。姉の夕菜とは逆にしっかり者でおせっかい焼き。智之が迷った時には背中を押すことが多い。家事も得意で、朝に彼女が淹れるコーヒーを飲まないと智之は一日が始まった気がしない。かわいいものや甘いものが好きなのだが、名前に反して女の子っぽくない外見がコンプレックス。夕菜と逆にホラーは大の苦手。夕菜が智之を好きなことを知っているため、2人をくっつけようと応援している。
実は夕菜とは血のつながりは無く、その正体はスタジォーネのプランタン国の姫君・フェリシィ。自身が赤子の時に何者かの手によって攫われ、智之らの世界に置き去りにされてしまったのを水澤家夫妻が見つけ、夕菜の双子の妹として育てた。このため、姫乃自身はスタジォーネの姫君の一人であることを終盤まで全く知らなかった。
リーゼロッテ・フォン・ローゼンクローネ
声 - 井村屋ほのか
スタジォーネの女権国家・ヴィンターの姫君。愛称はリーゼ。学園2年B組に転入し、まじめで優雅な立ち居振る舞いで大人気となる。幼少の頃から女王となるべく教育を受けてきたため文武共に達者で、悪漢を得意のフェンシングで追い払ったりもする。国のために自分を押し殺して生きてきたが、実は庶民的な物にも興味があり、同級生が食べるお菓子に目を奪われたり、こっそり弟・クリスのマンガを読んだりしている。幼少の頃、犬に襲われたトラウマから犬が苦手。
杜ノ宮 雫葉（もりのみや しずは）
声 - 蘭堂カズミ
スタジォーネの爽秋国（そうしゅうこく）の姫君。学園3年B組。フィダンツァが始まる前から学園に在籍しており、智之にとって憧れの先輩だった。清楚・上品な雰囲気でおっとりした性格だが、実は意外にしたたかで、怒ると怖い。男性が苦手で、智之と団十郎以外の男性とはろくにしゃべれない。茶道・香道や弓道をたしなみ、家事も得意な良妻賢母タイプ。女性は一歩下がって男性の後ろを付いていくという考え。団十郎が従者として始終付き従っている。
御名方 ありす（みなかた ありす）
声 - 大花どん
スタジォーネのエスターテ国の姫君。本名はアリーチェ・ミナカタ・ディ・ペンディヴォーリオ。母親が爽秋国の出身。天真爛漫でオテンバ、わがままでマイペースだが、実は成績優秀・運動神経抜群の天才。学園の1年C組に転入するが、授業をろくに受けずに昼寝したりしてうろうろしている。智之のことも最初は無関心だったが、つまみ食いした弁当が美味しかったことから興味を持ち、従者のるーの料理をほっぽりだして毎日智之に弁当を作ってもらっている。あんことアルコールが嫌い。何か事件が起きると抜群の推理と行動力を発揮し、彼女が解決のキーになることも多い。
のの
声 - 鳴露のの
スタジォーネのプランタン国のメイド。フィダンツァの審査人としてこの世界へやってきたが、財布を落として迷っていた所を智之に拾われ、葉山家に居候することになった。助けてもらった恩から何とか智之の役に立とうと家事に奮闘するも、ドジなためしょっちゅう失敗している。幼い外見だが実は智之より年上。葉山家でテレビドラマをよく見ており、お陰でこの世界について偏った知識も得てしまっている。プランタンの姫君・フェリシィは赤子の頃に攫われてこの世界で行方不明になっており（そのためフィダンツァも姫君3人で開始された）、彼女はフェリシィ捜索の任務も負っている。
ニキータ・マルテミヤノフ
声 - 金田まひる
『Another Fairytale』で追加されたヒロイン。スタジォーネにかつて存在したラヴィーナ王国の末裔。国主であることを忘れないため、姓名とも男性名が付けられているが、ありすには「キンタ」と呼ばれて憤慨している。王国の再興とスタジォーネの征服のために途中からフィダンツァに乱入し、学園でも2年C組（夕菜と同じクラス）に編入した。うさぎのぬいぐるみ・アンナマリアを従者として連れている。猪突猛進な性格で、智之にも一直線にアプローチするが所々抜けている。貧しい暮らしをしてきたため家事は得意だが、考え方が貧乏くさく、料理でも普通捨ててしまう食材部分まで利用する。
ニキータのキャラクターは、CVの金田まひるが大花どん（御名方ありす役）と共にパーソナリティを務めるインターネットラジオ「テリらじ」内のコーナー「妄想キャラクター企画室」にリスナーから寄せられたアイデアを取り入れて作られた。（「テリらじ」第30回配信分より）　『Another Fairytale』内では、ニキータの言動やありすとのやりとり、あだ名の「キンタ」など、ラジオに関連したネタが多数仕込まれている。

### サブキャラクター
藤沢 真治（ふじさわ しんじ）
声 - 木島宇太
智之と同じく2年B組で、いわゆる”悪友”。女好きで軽い性格だが、馬鹿なことばかり言っているので女の子からは相手にされていない。しかしたまには智之に役立つアドバイスを言うこともある。
朝凪 鈴蘭（あさなぎ すずらん）
声 - 加賀ヒカル
智之と2年B組の同級生で幼なじみ。以前は女子の制服を着ていたが、学園に入学してからは男子の制服を着て男っぽく振る舞っているため、性別不詳。智之の気持ちをよく理解していて、相談相手になっている。
神埜 はづき（こうの はづき）
声 - 神地谷える
夕菜と同じく2年C組で、放課後によく一緒にお菓子を食べに行ったりしている。「～わ」と語尾に付けてしゃべるのが特徴。おしゃべりで噂好きで、彼女の耳に入った噂はあっという間に全校に広まってしまう。
『Another Fairytale』のサイドストーリーでは、ヒロインの一人となる。
冬崎 美香音（ふゆざき みかね）
声 - 宮代ゆず
3年B組在籍で雫葉の友達。生徒会長が海外留学中のため会長代理を務めている。極度の近視で、眼鏡を外すとほとんど何も見えない。雫葉のことを大切に思っていて、雫葉に近づく智之の真意を質す場面がある。
『Another Fairytale』のサイドストーリーでは、ヒロインの一人となる。
篠原 小春（しのはら こはる）
声 - 神村ひな
1年C組でありすのクラスメイト。気弱でおとなしい性格。美香音と同じ部活の縁から生徒会書記を務めており、一緒に校内を見回ったりしている。おでこがチャームポイントで、ありすには「デコッパチ」と呼ばれている。
『Another Fairytale』のサイドストーリーでは、ヒロインの一人となる。
霞 団十郎（かすみ だんじゅうろう）
声 - プログレス
学園の社会科教師で日本史担当。実は爽秋国のお庭番で、この世界でも3年B組の担任として雫葉を見守っている。まじめで実直だが恋愛には疎く、りりかのアプローチにもなかなか気づかない。
須藤 りりか（すどう りりか）
声 - かわせ沙希
学園の社会科教師で世界史担当。智之達2年B組の担任。くわえ煙草に白衣と、およそ社会科教師らしくない格好をしている。性格は大ざっぱだが、生徒には意外に厳しく、罰も辞さない。団十郎の前では態度が一変し、いろいろアプローチしているがなかなか通じていない。
衣又 九（えまた きゅう）
声 - 沖田高尾
学園の音楽教師だが、産休の先生に代わって体育も見ている。鬼のような風貌だが中身は繊細で甘いもの好き。生徒達からは「夜叉丸先生」「九ちゃん先生」と呼ばれて慕われている。実はホモっ気があり、真治はよく”指導”のターゲットにされている。
同じTerios作品『夜刀姫斬鬼行』に登場した夜叉丸を基にマイナーチェンジしたキャラクターで（「はっぴぃプリンセス ビジュアル・ガイドブック」より）、「夜叉丸先生」と呼ばれるのもこのため。
クリストフ・フォン・ローゼンクローネ
声 - 内野リュウ
リーゼの弟で、姉と一緒にこの世界へやってきた。1年A組に在籍。愛称はクリス。かなりのシスコンで、リーゼに近づく智之によく突っかかっている。女権国家のヴィンターでは男性にあまり責任が無いため、この世界でも友達と遊ぶなど気楽に過ごしている。ショタ系の美形で学園の女子に始終言い寄られているが、本人は女子が苦手なので困っている。
るー
声 - 宮代ゆず
ありすの3人の従者の1人。料理担当。犬のコスプレをしている。代々宮廷で料理長を務める家に生まれ育ち、最年少で宮廷料理人と認められた腕前。だが、ありすには合わないのか、彼女から「犬の餌」などと散々けなされている。のんびりした性格で、「うはー」が口癖。
ミラ
声 - 神地谷える
ありすの3人の従者の1人で、身の回りの世話を担当。ドラキュラのようなコスプレをしている。3人の中ではリーダー格で、クールで落ち着いている。ありすには従順で、主人の罵倒に快感を覚えている節もある。
フラン
声 - 黒川百合
ありすの3人の従者の1人。ボディーガード担当で、ありすには及ばないもののかなりの腕前。メイドのコスプレをしている。本編では寡黙でほとんどしゃべらなかったが、『Another Fairytale』収録のアフターストーリーではそこそこしゃべるようになった。
るー・ミラ・フランの3人の従者は、ありすが小さい頃からずっと振り回されつつ世話をしてきた。本編開始前にはありすにアマゾンの奥地に置いてきぼりにされたが、必死に追いかけて季咲市までやってきた。コスプレもありすに言われて仕方なく始めたものだが、今では本人達もまんざらではない様子。『Another Fairytale』では3人の攻略ストーリーがある。
アレクサンドル・アレクサンドロフ
声 - 沖田高尾
『新妻は魔法少女』のキャラクターで、魔法界の魔女・サリナに仕える使い魔の黒猫。『Another Fairytale』のサイドストーリーに登場する。

## 各話タイトル
『はっぴぃプリンセス』は、テレビアニメシリーズのように一話完結のストーリー構成となっており、第1話～第6話が共通ルート、第7話以降は各キャラクターのルートに分かれる。各話の最後にはキャラクターによる次回予告が挿入されている。また、『Another Fairytale』のニキータ編は、第7話からの個別ルートのみとなっている。
『はっぴぃプリンセス』／『Another Fairytale』ニキータ編
- 第1話　「フィアンセは突然に」
- 第2話　「金色の次期女王」
- 第3話　「プリンセス フリオーソ」
- 第4話　「最後の姫君」
- 第5話　「一夜の怪の物語」
- 第6話　「束の間の休日―そして」
- INTERLUDE　「真治、ある日の出来事」
- 第7話
  - （夕菜）「二つの決意」
  - （姫乃）「二つの決意」
  - （リーゼ）「魔法の薬」
  - （雫葉）「面影」
  - （ありす）「友達の定義」
  - （のの）「小さなぬくもり」
  - （ニキータ）「亡国のプリンセス」

- 第8話
  - （夕菜）「偽りと真実と」
  - （姫乃）「さよならの贈り物」
  - （リーゼ）「すれ違う想い」
  - （雫葉）「決意」
  - （ありす）「嵐の前」
  - （のの）「涙の向こう側」（のの編は第8話で終了）
  - （ニキータ）「RUSH & ATTACK」

- 第9話
  - （夕菜）「絆」
  - （姫乃）「HAPPY PRINCESS」
  - （リーゼ）「新たなる未来へ」
  - （雫葉）「結束」
  - （ありす）「最後の宴」
  - （ニキータ）「ANOTHER FAIRYTALE」

『Another Fairytale』アフター／サイドストーリー
- （夕菜）「REMEMBER YOU」
- （姫乃）「CONFESSION」
- （リーゼ）「SWEET EFFORT」
- （雫葉）「真契」
- （ありす）「ヒミツの国のありす」
- （のの）「ナイショのSUMMER MAID」
- （るー・ミラ・フラン）「FESTA FURIOSO」
- （はづき・美香音・小春）「はっぴぃプリンス？」
- （夕菜・姫乃）「しあわせのカタチ」
- （リーゼ・雫葉）「どっちにするの！？」

## スタッフ
『はっぴぃプリンセス』
- シナリオ - 狩野伊太朗
- 原画 - 横田守、土代昭治
- 音楽 - 木戸健介

『Another Fairytale』
- シナリオ - 狩野伊太朗
- 原画 - 横田守

## 主題歌
『はっぴぃプリンセス』オープニングテーマ「True fairy tale from happy princess」
作詞 - 橋本みゆき / 作曲 - 田村信二 / 編曲 - 鈴木マサキ / 歌 - 橋本みゆき
『はっぴぃプリンセス』エンディングテーマ「two of us」
作詞・作曲 - 橋本みゆき / 編曲 - 田辺トシノ / 歌 - 橋本みゆき
『Another Fairytale』オープニングテーマ「to be continued」
作詞 - 橋本みゆき / 作・編曲 - 大久保薫 / 歌 - 橋本みゆき

## 関連商品

### 書籍
はっぴぃプリンセス ビジュアル・ガイドブック
2007年12月1日発売。発行：ジャイブ。ISBN 978-4861764707

### CD
はっぴぃプリンセス オリジナルサウンドトラック 「TRUE FAIRY TALE」
2007年12月16日発売。発売元：ランティス。販売元：キングレコード。本編の主題歌2曲のフルコーラス版、全BGMを収録。